# Ponińscy herbu Łodzia

Herb Poniński

Ponińscy herbu własnego – polski magnacki ród pieczętujący się herbem Łodzia, wywodzący się z Wielkopolski. Od 1773 członkowie jednej z linii rodu byli uprawnieni do noszenia tytułu książęcego z herbem książęcym.

## Przedstawiciele
- bp Karol Samuel Poniński (zm. 1727) – sufragan poznański
- Franciszek Poniński (zm. 1740) starosta kopanicki, stolnik poznański, poseł.
- Adam Poniński (zm. 1798)
- Adam Poniński (zm. 1816)
- Krzysztof Poniński (1802-1876) – hrabia, urzędnik pruski
- Antoni Poniński
- Edward Poniński
- Hieronim Adam Poniński – kasztelan gnieźnieński
- Józef Poniński
- Kalikst Poniński – książę, generał major wojsk koronnych
- Stanisław Poniński
- Maciej Poniński
- Apolonia Ponińska – żona Karola Ernesta księcia Biron von Curland
- Władysław August Poniński

### Drzewo genealogiczne linii książęcej
```
Maciej PONIŃSKI
 (†
XVIII
 w.) starosta babimojski
~[1] Franciszka Szołdrska
├─>
Adam Karol
 (* 
1732
 †
1798
) marszałek sejmu {tytuł książęcy od 
1773
 r.}
│  ~ Józefa ks. Lubomirska
│  ├─>
Adam
 (* 
1758
 †
1816
) generał
│  │  ~ Felicja Trzeciak
│  │  ├─>
Kazimierz

│  │  │  ~ Wincentyna Makowska
│  │  │    ├─>
Adam
 {bezżenny}
│  │  │    └─>
Felicja Helena
 (* 
1846
 †
1903
)
│  │  │       ~ Karol Konstanty Bobrowski
│  │  └─>
Konstanty
 {bezpotomny}
│  ├─>
Karol

│  │  ~[1] Joanna Heydel
│  │  ~[2] Helena Górska
│  │  ├─>
Władysław
 (* 
1818
 †
1833
)
│  │  ├─>
Karolina
 (* 
1822
 †
1890
)
│  │  │  ~ Adam ks. Lubomirski
│  │  ├─>
Kalikst
 (* 
1824
) {bezpotomny}
│  │  │  ~ Karolina Sokołowska
│  │  ├─>
Hortensja
 (†przed 
1883
)
│  │  └─>
Helena
 (†przed 
1883
)
│  └─>
Aleksander

│     ~ Zofia Poletyłło {
primo voto
 Stadnicka}
│     └─>
Leander Piotr
 (* 
1800
 †
1865
)
│        ~ Franciszka Wiśniowska
│        └─>
Ludwik Nikodem
 (* 
1827
 †
1893
)
│           ~ Paulina Orzechowska
│           ├─>
Leander
 (* 
1852
)
│           ├─>
Paulina
 (* 
1854
)
│           │  ~ Bronisław Augustynowicz
│           ├─>
Aleksander Oskar
 (* 
1856
)
│           │  ~ Olga ks. von Wrede
│           │  ├─>
Róża Alfreda
 (* 
1886
 †
1915
)
│           │  │  ~ 
Stanisław Karłowski

│           │  └─>
Kalikst Michał
 (* 
1894
 †
1920
) {ostatni męski przedstawiciel książęcej linii rodu}
│           ├─>
Helena
 (* 
1857
)
│           ├─>
Zofia
 (* 
1864
)
│           └─>
Maria
 (* 
1867
)
~[2] Apolinara Jarczewska
├─>
Eleonora
 (* 
1747
 †
1812
)
│  ~[1] Onufry Bierzyński
│  ~[2] 
Klemens hr. Poniński

├─>
Ludwika
 (* 
1751
 †
1785
?)
│  ~ Jan Zaremba „z Kalinowy"
├─>
Kalikst
 (* 
1753
 †
1817
) generał wojsk koronnych {tytuł książęcy od 
1773
 r.}
│  ~[1] Barbara ks. Lubomirska
│  ~[2] Ludwika Chrzczonowska
~[3] Mariola Zofia Dembińska
└─>
Apolonia
 (* 
1760
 †
1800
)
   ~[1] 
Marceli Poniński
 wojski gnieźnieński
   ~[2] Karol Ernest Biron książę kurlandzki
```